# 포트워스 브라마스
| 포트워스 브라마스       | |
| 콘퍼런스                | 노던 콘퍼런스 (2007년~2008년) 서던 콘퍼런스 (2008년~2010년) 베리 콘퍼런스 (2010년~2013년)           |
| 디비전                  | 노스이스트 디비전 (2001년~2006년)                                                                   |
| 설립연도                | 1997년 2001년(CHL 가입)                                                                             |
| 해체연도                | 2013년                                                                                              |
| 역사                    | 포트워스 브라마스 (1997년~2006년) 텍사스 브라마스 (2007년~2012년) 포트워스 브라마스 (2012년~2013년) |
| 경기장                  | NYTEX 스포츠 센터                                                                                   |
| 연고지                  | 텍사스주 포트워스 텍사스주 노스 리칠랜드 힐스                                                       |
| 상징색                  | 보라, 검정                                                                                          |
| 정규시즌 우승           | WPHL : 1 (1998)                                                                                     |
| 콘퍼런스 우승           | 1 (2009)                                                                                            |
| 디비전 우승             | 2 (2008, 2009)                                                                                      |
| 레이 미론 프레지던트 컵 | 1 (2009)                                                                                            |
| 영구 결번               | -                                                                                                   |

포트워스 브라마스(Fort Worth Brahmas)는 미국 텍사스주 포트워스/텍사스주 노스 리칠랜드 힐스를 연고지로 하는 2001년부터 2006년까지, 2007년부터 2013년까지 CHL 소속 아이스 하키팀이 있었다.

## 역대 홈경기장
| 경기장                            | 사용기간      | 수용인원 | 장소                        | 비고 |
| --------------------------------- | ------------- | -------- | --------------------------- | ---- |
| 텍사스 브라마스/포트워스 브라마스 |               |          |                             |      |
| 포트워스 컨벤션 센터              | 1997년~2006년 | 11,200명 | 텍사스주 포트워스           | 빈칸 |
| NYTEX 스포츠 센터                 | 2007년~2013년 | 2,400명  | 텍사스주 노스 리칠랜드 힐스 | 빈칸 |